# Peggy Pollow
Peggy Pollow (* 29. April 1979 in Leipzig) ist eine deutsche Musicaldarstellerin, Schauspielerin, Hörspielsprecherin und Synchronsprecherin.

## Leben und Wirken
Pollow wurde als Tochter eines Pianisten und der Sängerin Conny Strauch geboren und wuchs in Ost-Berlin auf. Sie war Mitglied des Kinderensembles am Friedrichstadt-Palast Berlin und erhielt dort Schauspiel- und Tanzunterricht. Nach ihrem Abitur arbeitete Pollow zunächst als Clubanimateurin und arbeitete dann später als Choreographin für in Urlaubsressorts stattfindende Musicalshows.
Zurück in Deutschland wurde sie an der Stella Academy in Hamburg ausgebildet. Von 2002 bis 2014 wirkte sie in zahlreichen Musicals mit, zum Beispiel als Sophie in Mamma Mia! sowie in West Side Story, Into the Woods, Hair, Vom Geist der Weihnacht, Ich war noch niemals in New York, der Rockoper The Who's Tommy und in diversen anderen Shows. Sie gastierte unter anderem am Stage Operettenhaus Hamburg, an der Oper Bonn, am Nationaltheater Mannheim, am Staatstheater Kassel, am Capitol Theater Düsseldorf und den Vereinigten Bühnen Bozen. Zwei Jahre war sie am Schmidt Tivoli Theater in Hamburg fest engagiert.
Seit 2010 war sie neben dem Theater auch als Synchronsprecherin tätig und übt diesen Beruf seit 2013 hauptberuflich aus. Neben Filmen, Serien und Hörspielen spricht sie auch für Animationsfilme und Computerspiele. Sie synchronisiert unter anderem Rachel Brosnahan, Vanessa Morgan, Tara Strong und Paloma Faith. 
Sie spricht seit Folge 128 (2019) in Bibi Blocksberg die Rolle der Schubia Wanzhaar. Bei den Schlümpfen leiht Pollow seit 2022 der Rolle „Sturmi“ ihre Stimme. Die Serie läuft täglich bei KIKA.
Pollow lebt mit ihrem Freund in Berlin und hat zwei Söhne.

## Sprechrollen (Auswahl)
- Shakugan no Shana als Sorath
- House of Cards als Rachel Posner
- Riverdale (Fernsehserie) als Toni Topaz
- Blue Bloods – Crime Scene New York als Officer Rachel Witten
- Powerpuff Girls als Bubbles
- Noddy, der kleine Detektiv als Schlauria
- Shimmer und Shine als Shimmer
- Vampirina The Walt Disney Company als Vampirina
- Pennyworth als Bet Sykes
- Frontier (Fernsehserie) als Clenna Dolan Gon
- Danganronpa als Junko Enoshima
- Tensei Shitara Slime Datta Ken  als Rimuru Tempest
- League of Legends als Poppy
- Big Mouth (S5) als Hasswurm
- 2022, 2023: Navy CIS: L.A. für Elizabeth Hinkler als Blaine und für Rosanna Pansino als Tara Walker
- 2024: Navy CIS: Hawaiʻi für Rachel Marsh als "Dr. Analisa Cruz"
- 2025: Navy CIS für Della Saba als "Ilene Smyth"

## Hörspiele
- 2019: ab Folge 128 Bibi Blocksberg (als Schubia Wanzhaar)